# Porphyridiaceae
Porphyridiaceae Skuja, 1939 é o nome botânico de uma família de algas vermelhas unicelulares da ordem Porphyridiales.

## Gêneros
- Porphyridium Nägeli, 1849.
- Erythrolobus J.L. Scott, J.B. Baca, F.D. Ott & J.A. West, 2006.
- Flintiella F.D. Ott in Bourelly, 1970.